# Arrondissement d'Heiligenbeil
1818–1945
Entités précédentes :
- Royaume de Prusse

Entités suivantes :
- RSFS de Russie (partie nord)
- Pologne (partie sud)

L' arrondissement d'Heiligenbeil (Landkreis Heiligenbeil) était une entité administrative territoriale de la province de Prusse-Orientale qui exista de 1818 à 1945 et qui se trouve aujourd'hui en Russie baltique et en Pologne. Cet arrondissement se composait au 1er janvier 1945 de :
- Heiligenbeil
- Zinten
- Cent-onze municipalités rurales de moins de deux mille habitants
- Un Gutsbezirk (domaine seigneurial)

## Composition

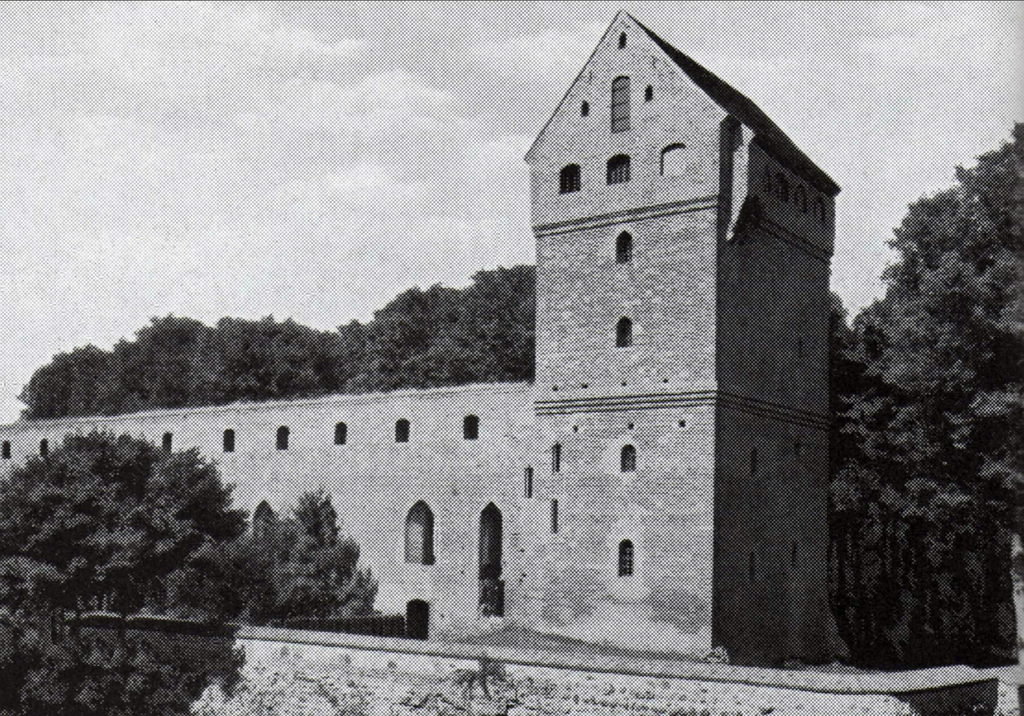
Château de Balga en 1931

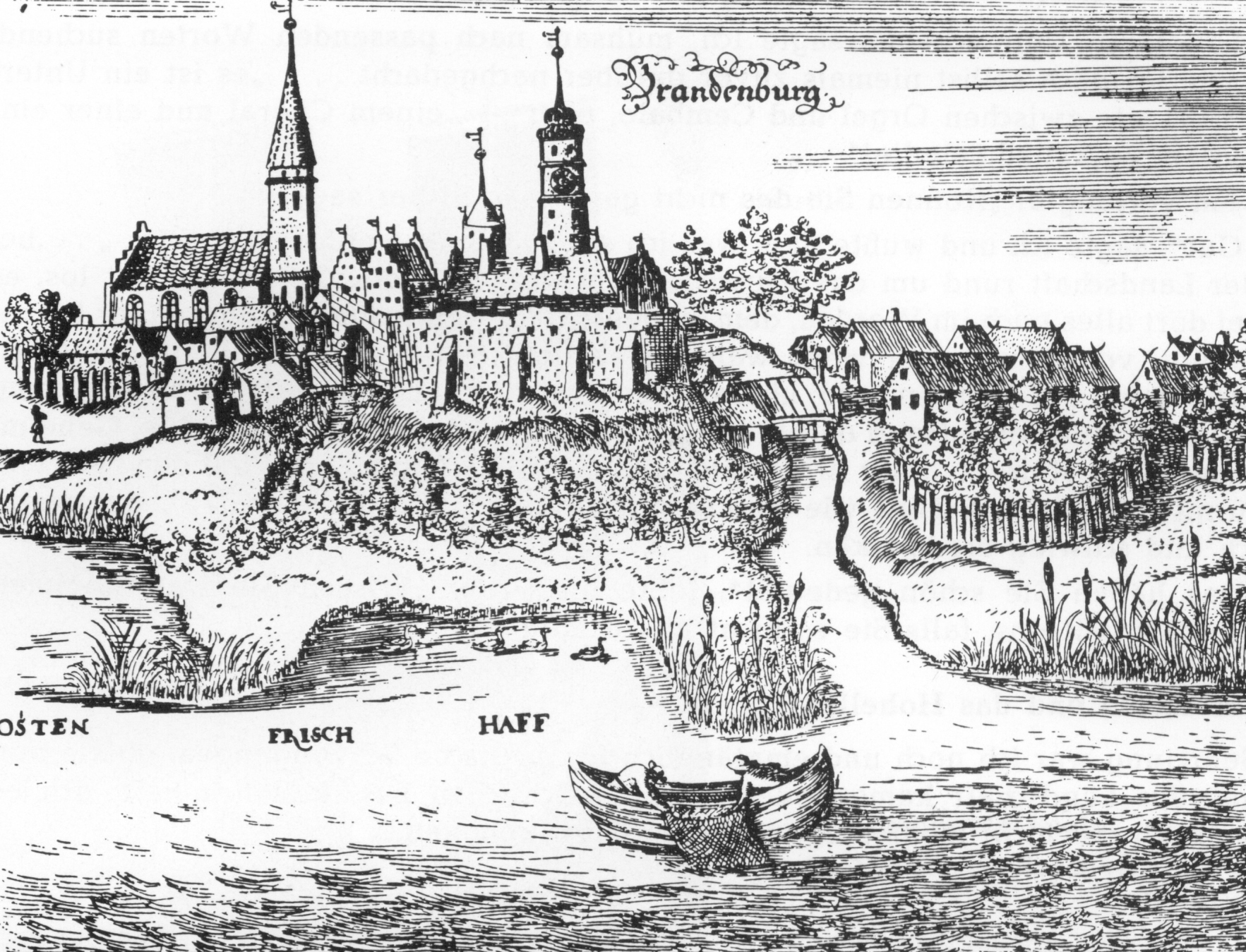
Vue de Brandenburg au XVIIe siècle

L'arrondissement fait partie du district de Königsberg à l'ouest de la Prusse-Orientale au bord de la lagune de la Vistule (en allemand Frisches Haff) et a la forme d'un triangle. Il s'étend alors sur une surface de 1 137 km2 et abritait, au recensement du mois de mai 1939, 53 207 habitants, c'est-à-dire cinquante-neuf habitants au kilomètre carré. Les cent-onze communes et deux villes appartiennent à dix-sept paroisses. La liste des paroisses est la suivante:
- Balga: avec les villages et communes de Balga, Follendorf, Groß Hoppenbruch (de), Kahlholz et Wolitta
- Bladiau: avec les communes de Bladiau, Bolbitten, Fedderau, Groß Rödersdorf (de), Grünwiese, Jürkendorf (de), Klein Rödersdorf, Königsdorf, Lank, Partheinen (de), Pottlitten, Quilitten, Schölen, Windkeim et Wolittnick
- Brandenburg, avec les villages de Brandenburg, Pinnau, Pokarben et Schoschen
- Deutsch Thierau, avec les villages de Deutsch Thierau (de), Freudenthal, Gallingen (de), Hanswalde, Herzogswalde et Lönhöfen
- Eichholz, avec les villages d'Eichholz, Kildehnen, Kölmisch Gehdau, Lichtenfeld, Müngen, Perbanden, Schönborn, Wilknitt avec le hameau de Bartken, et Wohlau
- Eisenberg, avec les villages d'Eisenberg, Grunenfeld, Hohenwalde, Rödersdorf et Schönlinde
- Grunau-Alt Passarge, avec les villages et communes d'Alt Passarge, Grunau, Hammersdorf et Rossen
- Heiligenbeil
- Heiligenbeil-Rosenberg, avec les villages de Deutsch Bahnau, Grünwalde (de), Karben, Leisuhnen, Preußisch Bahnau (de), le petit port de Rosenberg, Schirten, Steindorf, Thomsdorf, Wangnicken et Wermten
- Hermsdorf-Pellen, avec les villages et communes d'Hasselpusch, Hermsdorf (de), Lauterbach, Pellen, Schönwalde et Stolzenberg
- Hohenfürst, avec les villages de Bökenwalde, Groß Hasselberg, Hohenfürst, Lüdtkenfürst et Rauschbach
- Lindenau, avec les villages de Breidtlinde, Kirschdorf, Lindenau, Sonnenstuhl et Vogelsang
- Pörschken, avec les villages et communes de Barsen, Groß Klinbeck (de), Konradswalde, Laukitten, Ludwigsort, Patersort, Perwilten, Poplitten (de), Pörschken (de), Rippen, Schwanis, Sollecken et Wargitten
- Tiefensee, avec les villages d'Arnstein, Sargen, Schönfeld et Tiefensee
- Waltersdorf, avec les villages de Birkenau, Kleinwalde, Rehfeld et Waltersdorf
- Zinten, avec la ville de Zinten, et les villages de Bombitten, Dösen, Jäcknitz, Klaussitten (de), Kukehnen (de), Kumgarben, Kuschen, Langendorf, Maraunen, Nemritten, Plössen, Robitten, Schwengels et Wesselshöfen (de)

## Royaume de Prusse
La réforme territoriale du 1er février 1818 place l'arrondissement de Zinten dans le district de Königsberg. L'arrondissement de Zinten comporte vingt-trois paroisses et l'assemblée de l'arrondissement se trouve dans la petite ville de Zinten. L'année suivante, l'arrondissement accueille quelques regroupements de paroisses et son nom devient arrondissement d'Heiligenbeil, du nom du bourg principal.

## Empire allemand
L'assemblée et le siège administratif (Landratsamt) sont transférés de Zinten à Heiligenbeil le 13 octobre 1876.

## Entre-deux-guerres
Les anciens domaines seigneuriaux (Gutsbezirke) qui avaient leur propre administration sont abolis le 30 septembre 1929 et sont incorporés aux municipalités.
Au premier janvier 1939, l'appellation officielle de l'arrondissement devient Landkreis Heiligenbeil et non plus Kreis Heiligenbeil. Certains villages changent leur orthographe, Carben devient Karben en 1931, Kuyschen devient Kuschen en 1938, Königlich Rödersdorf devient simplement Rödersdorf en 1931, et Polnisch Bahnau devient Deutsch Bahnau en 1920.
Sa population était de 45 173 habitants en 1933, dont 43 335 luthériens-évangéliques, 1 587 catholiques et 51 juifs.

## Pendant la Seconde Guerre mondiale

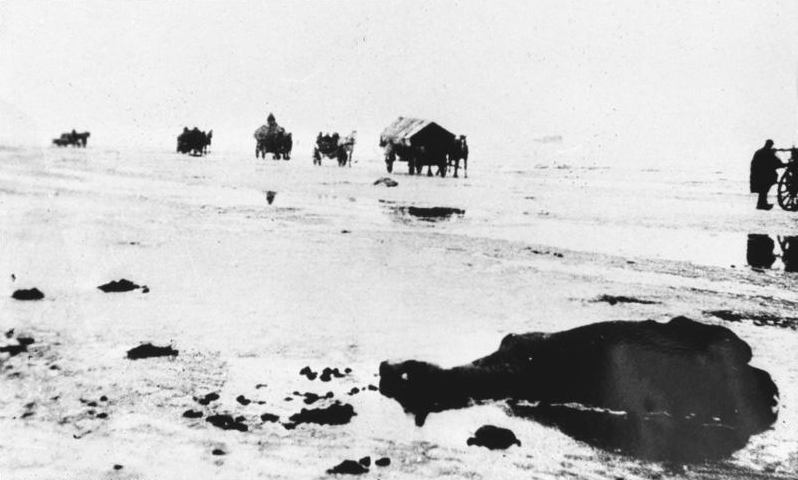
Fuite des habitants par la lagune gelée en janvier 1945

Au début de l'année 1939, l'arrondissement avait une population de 51 105 habitants, dont 47 181 luthériens-évangéliques et 2 718 catholiques.
L'arrondissement est le théâtre de combats en février et mars 1945, connus dans l'histoire militaire, comme « l'encerclement d'Heiligenbeil ». La 4e Armée allemande est entourée de nombreuses armées soviétiques et réussit à s'enfuir dans les derniers jours de mars 1945. C'est à l'aube du 29 mars 1945 que le dernier soldat allemand embarque des berges, près des ruines du château fort de Balga, pour Pillau. Pendant l'hiver 1944-1945, des centaines de milliers de civils s'échappent de la province de Prusse-Orientale à l'avancée de l'Armée rouge qui débute la campagne de Prusse-Orientale à partir du 13 janvier 1945. Königsberg, la capitale du district, qui est détruite par l'aviation anglo-américaine en juillet 1944, se rend le 9 avril 1945.
La presque totalité des habitants de l'arrondissement d'Heiligenbeil fuit donc, surtout à partir de janvier 1945 sous des températures glaciales. Ils peuvent donc s'enfuir à pied par la lagune, car la mer est totalement gelée. En rejoignant la presqu'île de la Vistule (Frische Nehrung, en allemand), ils peuvent alors tenter de s'embarquer pour Pillau, ou de fuir vers Dantzig, plus à l'ouest.
20 % des habitants de l'arrondissement trouvent la mort en fuyant et du fait des combats des trois derniers mois de la guerre, et de ses conséquences

## Après la Seconde Guerre mondiale
Le territoire de l'arrondissement est partagé entre la Pologne et la Russie soviétique. La plus grande partie de son ancien territoire se trouve aujourd'hui dans l'oblast de Kaliningrad, ou Russie baltique. Une nouvelle population de Russes et d'Ukrainiens, eux-mêmes réfugiés des régions dévastées, a remplacé la population initiale à partir de l'été 1945 et surtout en 1946-1948.

## Administrateurs de l'arrondissement
- 18180000000Ernst von Brandt
- 1818–182400Johann Friedrich Meyn[1]
- 18240000000von Bonin
- 1824–183400Rudolf von Auerswald
- 1834–183500Kurt von Bardeleben
- 1835–185300Ernst Niederstätter
- 1853–185400von Itzenplitz
- 1854–186900Moritz Le Tanneux von Saint Paul (de)
- 1869–191000Oskar von Dreßler (de)
- 1910–191900Erich von Siegfried (de)
- 1920–192600Gustav Simon (de)
- 1926–193200Friedrich Gramsch (de)
- 1932–193300von der Schulenburg
- 1933–193400Pütz
- 1934–193900Otto Schmidtke (de)
- 19390000000Bernhard Nienaber (de)
- 1939–194000Bourwieg